# Cogollos Vega
Cogollos Vega è un comune spagnolo di 1 989 abitanti situato nella comunità autonoma dell'Andalusia.